# Android Debug Bridge
Android Debug Bridge（通称:adb）は、Androidデバイスと通信するための多用途のコマンドラインツールである。
2007年からGoogleがApacheライセンスで公開しているオープンソースソフトウェアで、シェルやバックアップの作成が可能であり、Windows、Linux、macOSに対応している。